# Spyker Cars
Ne doit pas être confondu avec Spyker.
Spyker Cars N.V. (Euronext SPYKR) est un constructeur automobile néerlandais. Il n'a pas de lien avec l'ancienne société Spyker née en 1914 qui a fait faillite en 1929. La nouvelle société Spyker Cars a racheté la marque « Spyker ». Sa devise est « Nulla tenaci invia est via », qui en latin signifie « Pour les tenaces, aucune route n'est infranchissable ».

## Histoire
La société est fondée par Victor Muller et Maarten de Bruijn. Muller, né en 1959 aux Pays-Bas, est dirigeant de la compagnie. Grand collectionneur de voitures anciennes, il commence une carrière d'avocat en 1984 au service du cabinet Caron & Stevens/Baker & McKenzie d'Amsterdam. À partir de 1992, il acquiert et restructure plusieurs sociétés dont le groupe de mode Emergo Group B.V. qui s'est rendu célèbre sous la marque McGregor. Chez Spyker, il est chargé de la stratégie tandis que de Bruijn s'occupe de la conception des voitures. 

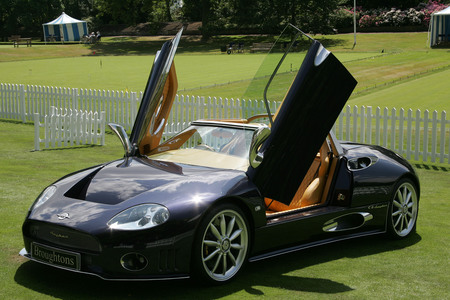
Une Spyker C8 au Salon Privé à Londres

Depuis 2000, Spyker Cars construit des voitures de sport haut de gamme entièrement en aluminium et à la main comme la C8 et la C8 Laviolette. La mécanique est Audi. Le moindre détail des véhicules, en plus du logo, évoque le passé de motoriste aviation de la marque Spyker.
La C8 Laviolette s'anime d'un moteur allemand de marque Audi, un V8 de 4 172 cm3 délivrant 400 ch pour une vitesse maximale de 300 km/h. La C8 est homologuée en juillet 2005 pour le marché américain.
En 2005, Maarten de Bruijn quitte la société.

### Compétition sportive

#### Endurance

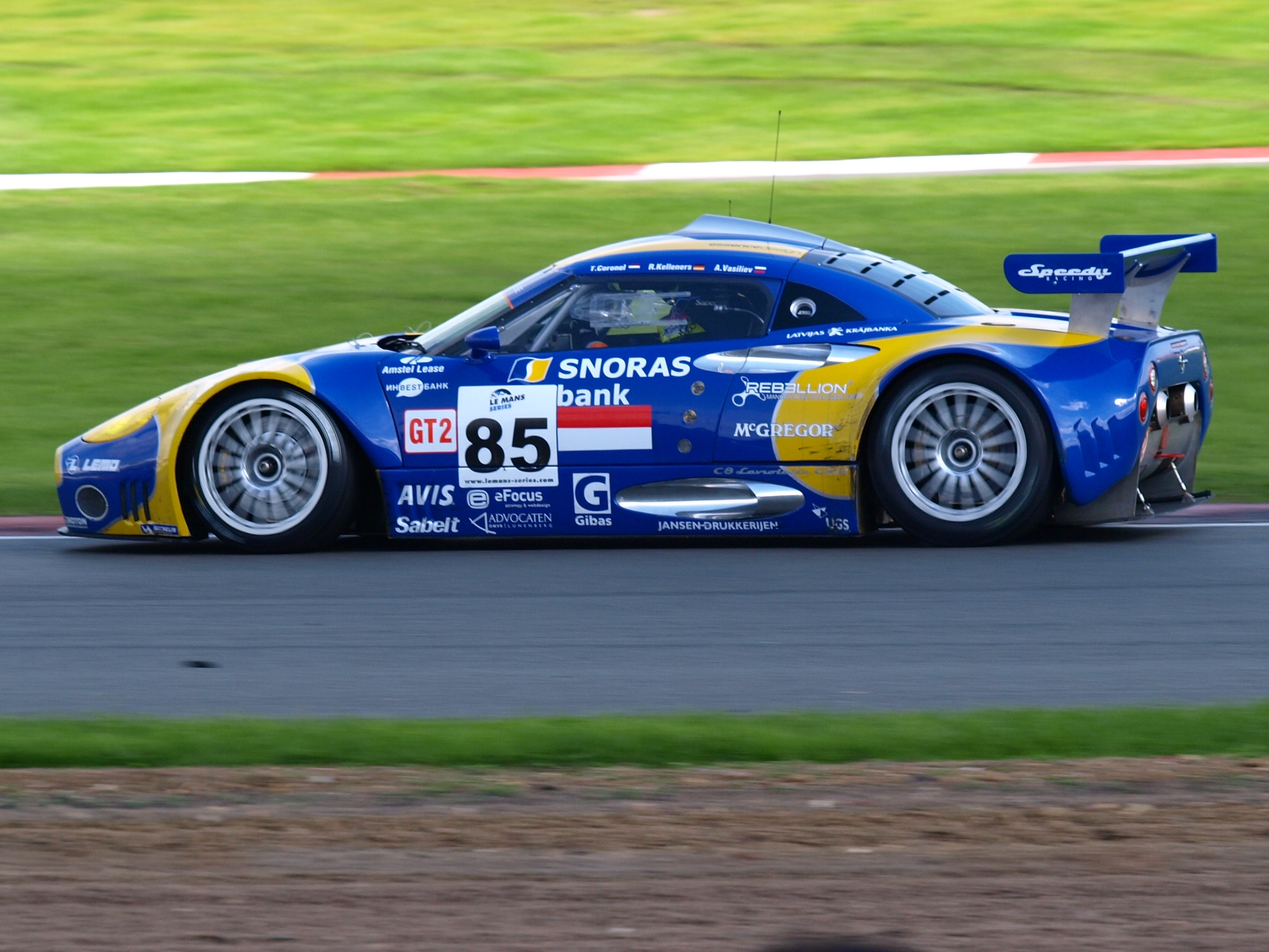
Une Spyker C8 Laviolette GT2-R aux 1 000 kilomètres de Silverstone en 2008.

La Spyker C8 Double 12-R est engagée aux 24 heures du Mans en 2003, elle termine à la dixième place de sa catégorie et à la trentième place du classement général. En 2005, la Spyker C8 Spyder GT2-R prend la deuxième place de la catégorie LM GT lors des 1 000 kilomètres du Nürburgring ; performance qu'elle réédite durant la manche de Dubaï en championnat FIA GT.
En juin 2009, aux 24 Heures du Mans le Spyker Squadron termine cinquième de la catégorie GT2 sur dix-sept engagés, devançant notamment les Porsche 911 GT3 RSR (997).

#### Formule 1

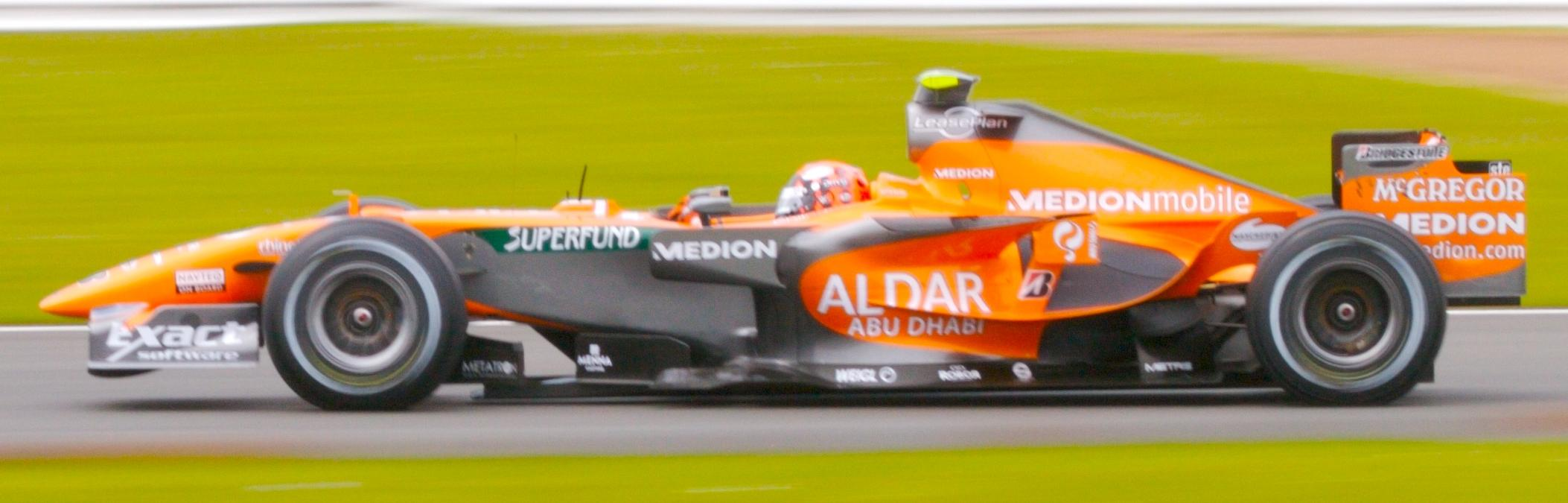
Christijan Albers sur la F8-VII au Grand Prix de Grande-Bretagne 2007.

Spyker Cars a racheté le 10 septembre 2006 l'écurie de Formule 1 Midland F1 Racing pour un montant de 84 millions d'euros (106 millions de  dollars) et l'a rebaptisé Spyker F1 Team. Spyker opte pour une monoplace à moteur Ferrari.
En 2006, Spyker Cars annonce un SUV au Salon de Genève, la Spyker D12 Peking-to-Paris, dont la production doit être lancée fin 2007.
Le vendredi 5 octobre 2007, à l'occasion du Grand Prix de Chine, Spyker Cars N.V annonce le rachat, pour un montant de 88 millions d'euros, de Spyker F1 Team par le consortium Orange India Holdings, constitué à parts égales de Watson Ltd. (propriété de l'homme d'affaires indien Vijay Mallya) et Strongwind (propriété de la famille de Michiel Mol).

### Cinéma
On peut voir la Spyker C8 spyder dans le dernier film de Jet Li, Rogue : L'Ultime Affrontement sorti le 5 septembre 2007, ou dans Basic Instinct 2 une magnifique Spyker C8 Laviolette. On peut aussi voir la Spyker C8 laviolette dans le film Knight rider le retour de K2000.

### Saab
Vladimir Antonov, suspecté par la police suédoise (Säpo) et le FBI de liens avec le crime organisé, doit revendre en 2009 les 29 % de parts de Spyker qu'il détenait afin de débloquer le rachat de Saab Automobile, alors détenu par General Motors. En plus du vote des actionnaires de Spyker, l'avenir de Saab était suspendu à la décision de la Banque européenne d'investissement (BEI). Cette dernière devait donner son accord pour un prêt de 400 millions d'euros au constructeur suédois. L'accord de vente est signé le 26 janvier 2010 au soir contre 400 millions de dollars, entre GM et la holding Spyker Cars N.V., pour être finalisé à la mi-février et donner naissance à la nouvelle entité Saab-Spyker.
À peine un an plus tard, on réalise qu’il faudra investir plus de capitaux pour développer la marque suédoise et qu’on a besoin de liquidités. Voilà pourquoi la vente de la marque Spyker était devenue inévitable pour relancer Saab.
C’est la holding britannique CPP Global Holdings Ltd, propriété du magnat russe Vladimir Antonov, qui s’est portée acquéreur de la marque Spyker. Cette vente est estimée à 32 millions d’euros. En juin 2011 la holding Spyker Cars N.V. change de nom et devient Swedish Automobile N.V.
Faute de financement et d'accord avec GM, Spyker devra finalement interrompre les activités de Saab Automobile en décembre 2011. Le constructeur automobile suédois sera vendu au Chinois National Modern Energy Holdings Ltd. (NME Holdings Ltd.), à l'été 2012, via la holding suédoise National Electric Vehicle Sweden (NEVS). Son propriétaire, le Chinois Kai Johan Jiang, qui vit en Suède depuis les années 1990, destine Saab Automobile aux voitures électriques. 

## Actionnariat
Spyker Cars est cotée à la bourse Euronext d'Amsterdam. La cotation publique a été lancée le 27 mai 2004.
En novembre 2005, Mubadala Development Company, le fonds souverain d'Abou Dabi qui possède déjà 5 % de Ferrari, prend 17 % du capital du constructeur néerlandais.
En août 2010, Spyker est détenu notamment à 30 % par le groupe financier russe Convers appartenant à l'homme d'affaires Vladimir Antonov et à 25 % par le fonds Mubadala.
Lors de l’annonce du rachat de Saab à l’américain General Motors pour 400 millions de dollars (74 millions de dollars en numéraire, 326 millions en actions), le petit fabricant de voitures de luxe Spyker a annoncé que son PDG Victor Muller allait reprendre la totalité de la part de 30 % détenue par le milliardaire Antonov dans Spyker, sans donner de raison.
Victor Muller, directeur général de Spyker a annoncé que le nouveau groupe Spyker Saab allait quitter la bourse d’Amsterdam pour rejoindre celles de Londres et Stockholm, pour «  garantir un meilleur accès aux investisseurs ».
Actuellement l'actionnariat est le suivant :
1. RMC Concers Group Holding :	28,92 %
2. MDC-SC Holdings :	22,08 %
3. Gemini Investment Fund :	11,55 %
4. Investeringsmaatschappij Helvetia :	< 9,07 %

Le CA par activité se ventile comme suit :
- vente de voiture (72,3 %)
- course automobile (27,7 %)

La répartition géographique du CA est la suivante : Europe (61 %), États-Unis (34,7 %) et autres (4,3 %)

## Modèles
- Spyker C8 LaViolette dispose d’un moteur V8 de 4,2 litres d’origine Audi qui la propulse de 0 à100km/h en 4.5 secondes, pour une vitesse de pointe de 300 km/h. Elle a en plus l'avantage de ne posséder aucun artifice électronique à part un ABS et un antipatinage qui sont débrayables.
- Spyker C8 Spyder
- Spyker C8 aileron est équipée d'un V8 développant 394 chevaux, couplé avec une boîte ZF automatique 6 vitesses. Le 0 à 100 est réalisé en 4,5 secondes tandis que la vitesse de pointe est de 300 km/h.
- Spyker C8 Double 12 S
- Spyker D8
- Spyker C12
- Spyker C12 LaTurbie est un cabriolet deux places, à structure intégralement en aluminium, mû par le W12 de l'Audi A8 qui développe ici 500cv. Les performances sont au niveau de celles d'une Porsche Carrera GT : 315 km/h en pointe et 3.9 secondes pour abattre le 0-100 km/h.
- Spyker C12 Zagato, Victor Muller et Andrea Zagato ont défini ensemble une supercar de haut vol basée sur le châssis long de la C 12 Spyder. Elle est propulsée par le W12 6 litres d'origine Volkswagen. Il développe au choix 500 ch, voire 650 ch en version améliorée. Le moteur, en position centrale arrière, est accouplé au choix à une boîte à commande manuelle ou à une boite robotisée à commande séquentielle qui transmet le couple aux seules roues arrière. Cela permet à la Spyker C12 Zagato de passer de 0 à 100 km/h en 3,8 secondes pour une vitesse de pointe annoncée de 310 km/h.
- Spyker B6 Venator